# Хайгерлох
Хайгерлох (на немски: Haigerloch) е град в Баден-Вюртемберг, Германия, с 10 488 жители (2015).
Хайгерлох е споменат за пръв път в документ през 1095 г.